# Villa SUPE
Villa S.U.P.E. es el nombre histórico que tuvo el actual Barrio Médanos. El barrio-localidad integra el municipio y aglomerado de Comodoro Rivadavia, en el departamento Escalante, Chubut. Por su separación del centro del aglomerado urbano tiene un trato especial respecto de otros barrios de la ciudad. El barrio fue fundado y administrado por la ex YPF hasta su privatización. Luego, se privatizó y se hizo semicerrado; pasando a tener una nueva forma con chalets y nuevo nombre de Médanos.

## Descripción
El barrio tuvo su inicio cuando Y.P.F instaló búlgaros, lituanos, ucranianos, bielorrusos y rusos, simplemente denominados “los soviéticos”. Los inmigrantes fueron colocados en un campamento separado, ubicado en el Valle B donde después se construyó Villa SUPE.
Su población se localiza en proximidades a General Mosconi, estando casi confundidos sus límites y casi en frente del barrio Saavedra. En las últimas décadas la expansión de General Mosconi dejó bajo su órbita a sus barrios vecinos; incluyendo a este, de modo que su diferenciación es por demás dificultosa.
Desde su refundación en los primeros años de la década de 2000 el barrio se hizo semicerrado y en los últimos años viene pugnando por la creación de un espacio verde y de un playón deportivo en su interior. El barrio debe disputar recursos con sus 2 grandes vecinos, que cercan por completo. Se localiza en el cañadón formado por el cerro Viteau y el cerro Hermitte, más del lado del último. Este aglomerado urbano cuenta con un geriátrico en villa supe a pesar de contar con sólo 36 habitantes fijos. Ya que la población también está compuesta por personas mayores que no pueden valerse por sus propios medios.

## Población
Cuenta con 36 habitantes (Indec, 2001), integra el aglomerado urbano Comodoro Rivadavia - Rada Tilly.

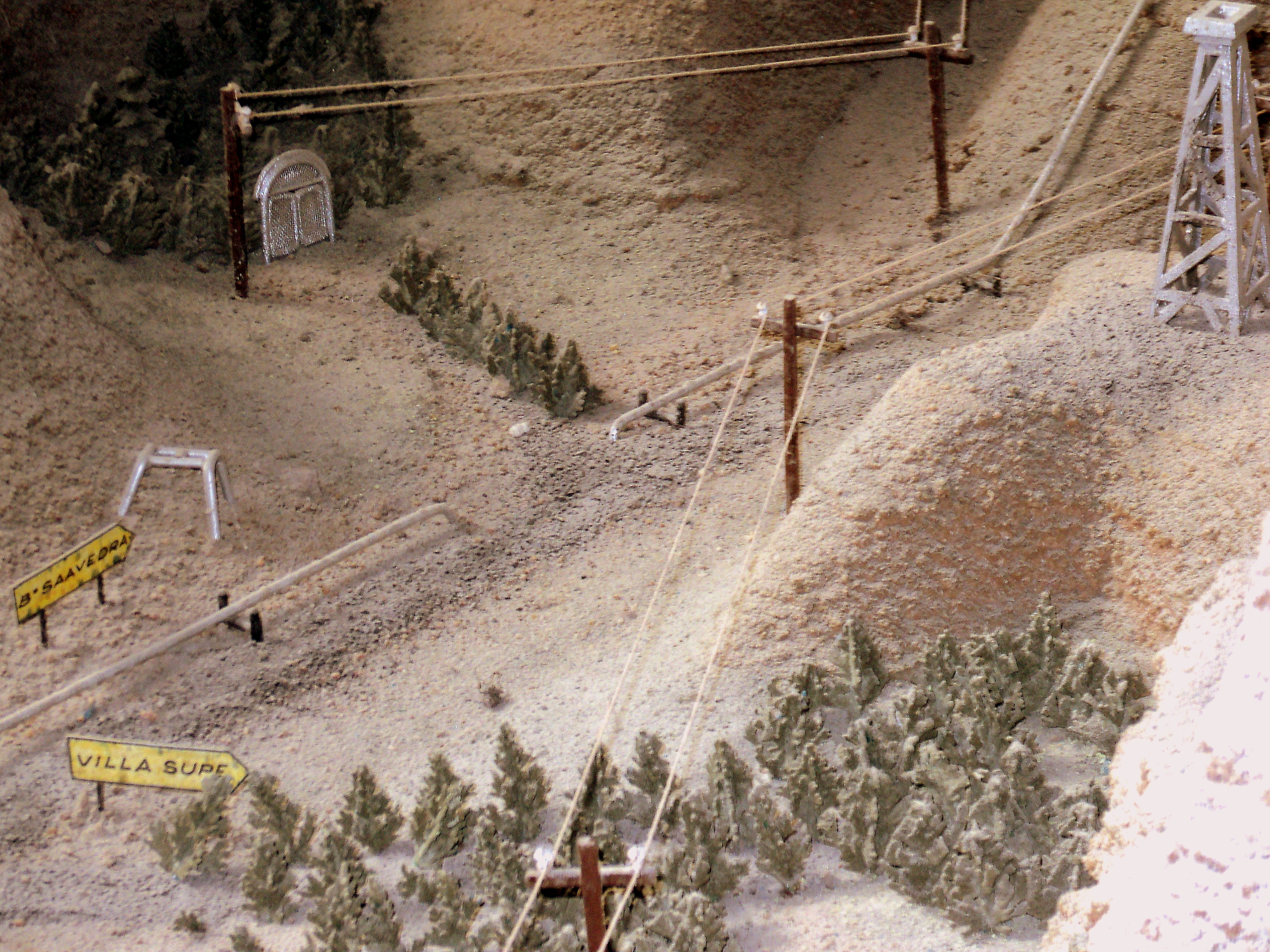
Maqueta del Museo Nacional del Petróleo que ilustra la ubicación del barrio

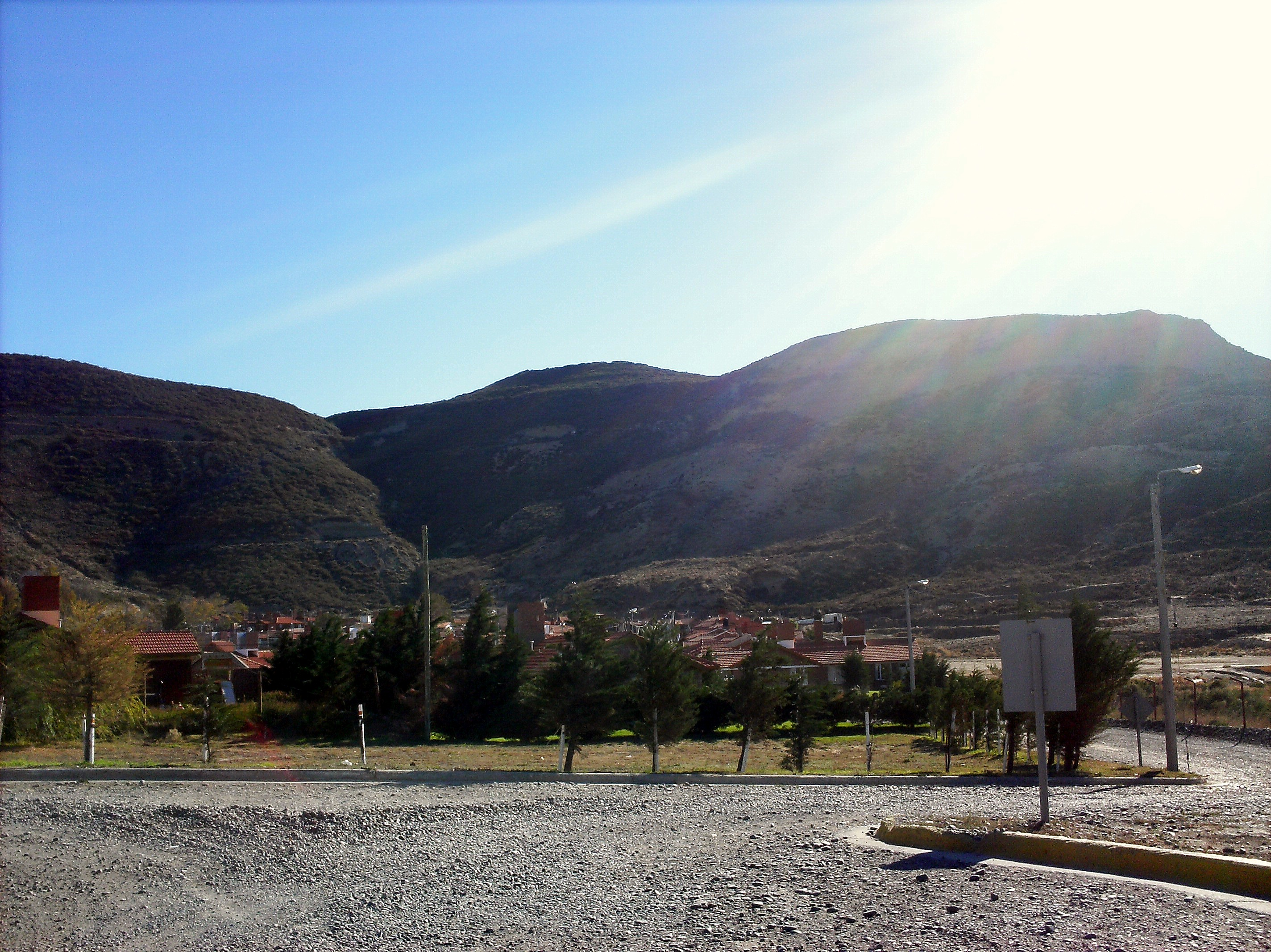
Su Geografía es accidentada, dado que el barrio se emplaza muy próximo a la ladera del cerro Hermite